# Freycinetia oblanceolata
Freycinetia oblanceolata är en enhjärtbladig växtart som beskrevs av Ugolino Martelli. Freycinetia oblanceolata ingår i släktet Freycinetia och familjen Pandanaceae. Inga underarter finns listade.